# ۱۸۶ (قمری)
۱۸۶ (قمری)، صد و هشتاد و ششمین سال در گاهشماری هجری قمری است. اول محرم این سال برابر با چهاردهم ژانویه سال ۸۰۲ میلادی است.